# ال‌سی‌ام ۱
ال‌سی‌ام ۱ (به انگلیسی: LCM 1) یک کشتی است که طول آن ۴۸٫۵ فوت (۱۴٫۸ متر) می‌باشد.